# ديفيد كريستيان
ديفيد كريستيان هو ملحن كندي، ولد في 5 نوفمبر 1967 في كندا.

## وصلات خارجية
- ديفيد كريستيان على موقع IMDb (الإنجليزية)
- ديفيد كريستيان على موقع ميوزك برينز (الإنجليزية)
- ديفيد كريستيان على موقع أول ميوزيك (الإنجليزية)
- ديفيد كريستيان على موقع ديسكوغز (الإنجليزية)